# دراغان ميلوفانوفيتش
دراغان ميلوفانوفيتش هو لاعب كرة قدم صربي في مركز الهجوم، ولد في 1 مارس 1986 في بروس في صربيا. شارك مع منتخب صربيا تحت 17 سنة لكرة القدم ومنتخب صربيا تحت 19 سنة لكرة القدم ومنتخب صربيا تحت 21 سنة لكرة القدم. أما مع النوادي، فقد لعب مع نابريداك كروشيفاتس ونادي أوبليتش ونادي تشوكاريتشكي ونادي دوردوي بيشكك.

## وصلات خارجية
- دراغان ميلوفانوفيتش على موقع قاعدة بيانات كرة القدم.إي يو (الإنجليزية)
- دراغان ميلوفانوفيتش على موقع Soccerway.com (الإنجليزية)